# Rio di San Tomà

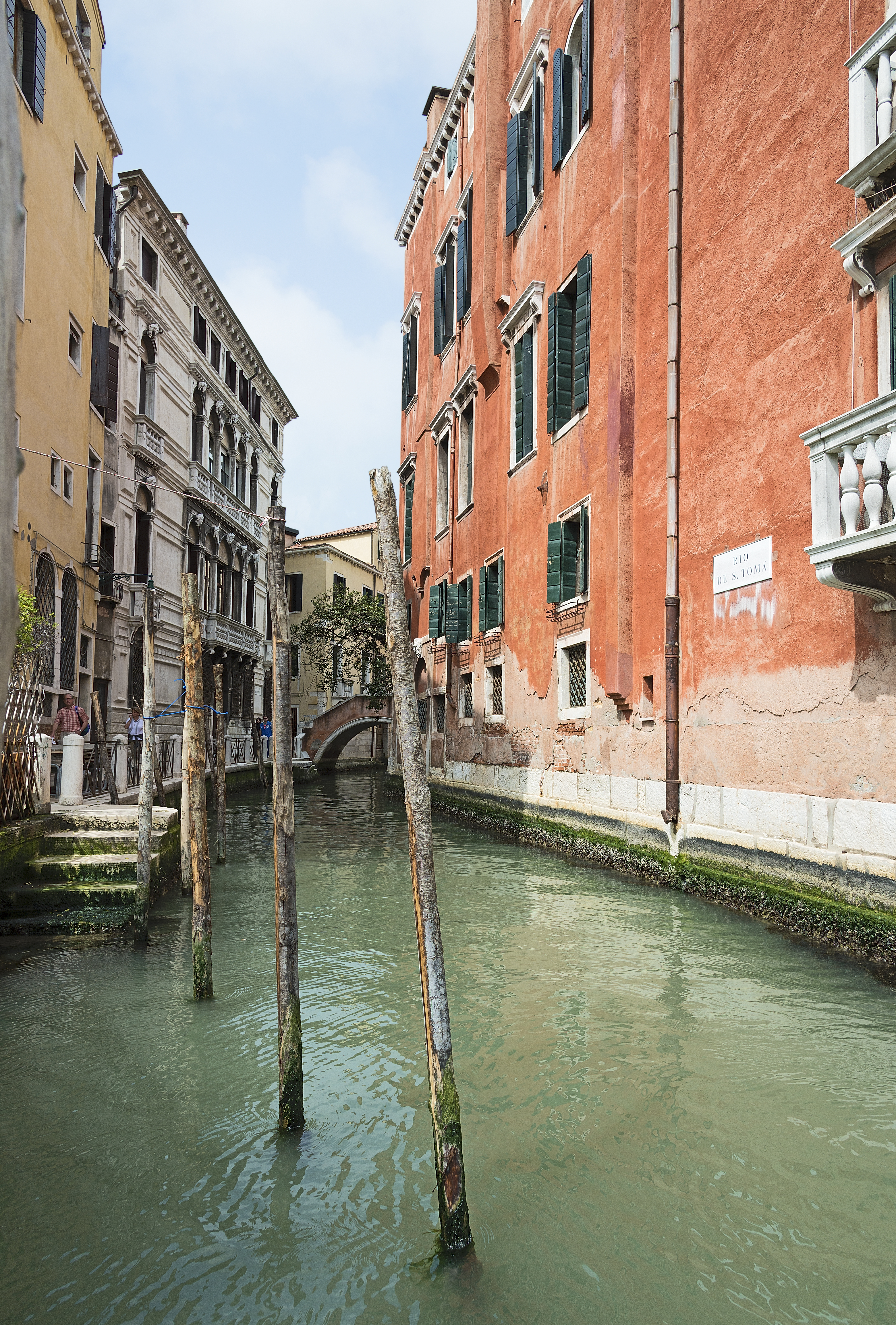
Abouchement du rio S.Tomà dans le Grand Canal

Le rio di San Tomà (en vénitien de San Tomà; canal de Saint-Thomas) est un canal de Venise dans le sestiere de San Polo.

## Toponymie

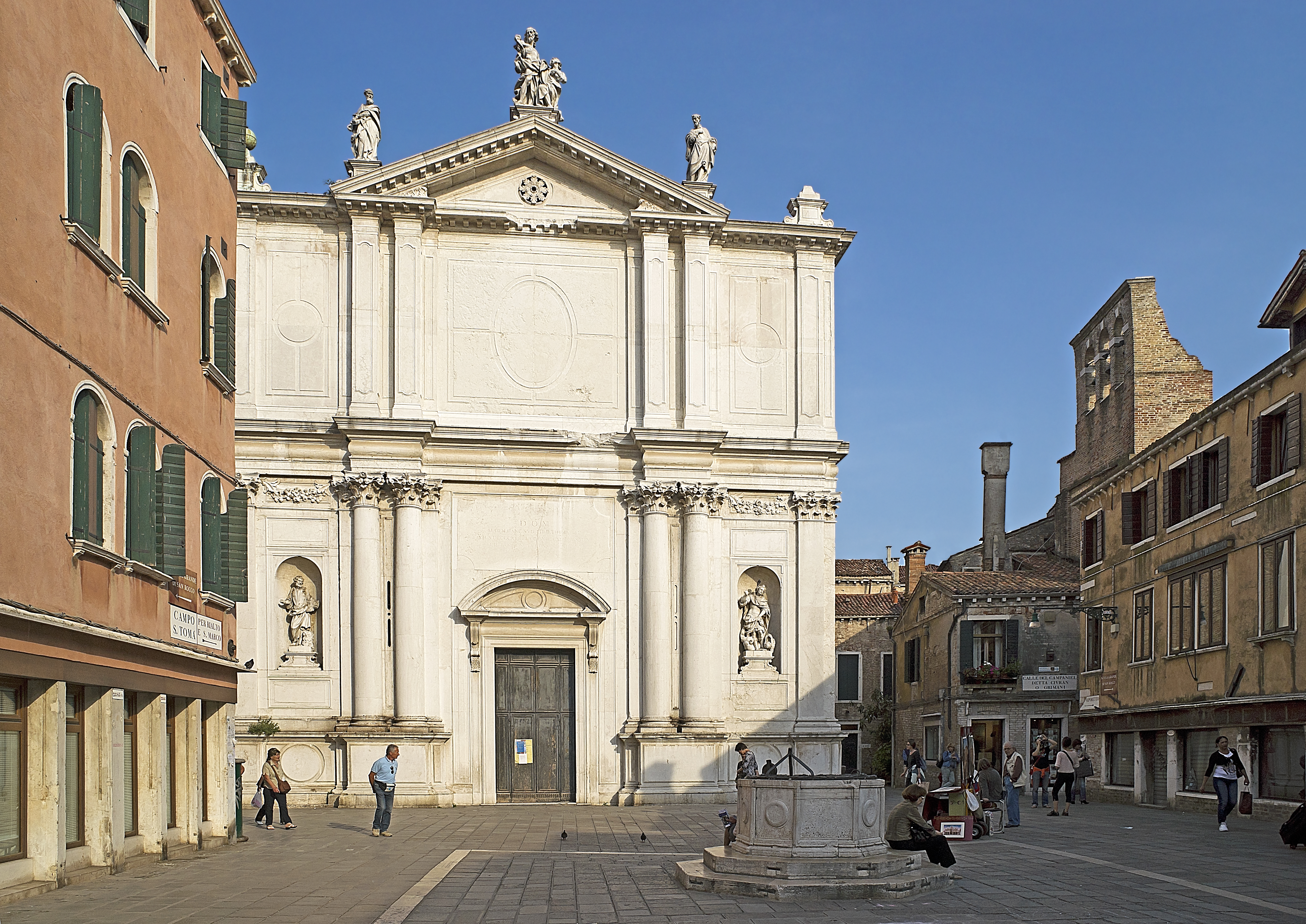
L'église éponyme

Le nom provient de l'Église San Tomà.

## Description
Le rio de San Tomà a une longueur d'environ 150 mètres. Il prolonge le rio dei Frari en sens sud-est vers son embouchure dans le Grand Canal. Il aboutit au Grand Canal entre le Palais Giustinian Persico et le Palais Marcello dei Leoni.

## Situation et monuments remarquables
A parti du grand canal 
sur son flanc est
- La Palais Giustinian Persico
- Le Campiello Centani
- La Palais Centani (Casa di Carlo Goldoni)
- Le Palazzetto Bosso

sur son flanc Ouest
- Le palais Marcello dei Leoni
- Le palais Morosini
- Le Campiello San Tomà

### Ponts
Le rio est traversé (d'ouest en est) par :
- Un pont privé au rio tera dei Nomboli, 2705A
- Un  pont privé au Campiello de la Scozera, 2826bis
- Un pont privé sur le Campiello S.Tomà
- Le ponte di San Tomà (à côté de la Casa Goldoni) reliant les fondamente éponymes avec une ruelle va in campo San Polo
- Le Ponte del Traghetto ou Centani. Le vieux 'traversier (Traghetto en venitien) de San Tomà existait déjà au XVe siècle. Il relie  laCalle del Traghetto et le Campiello Centani.

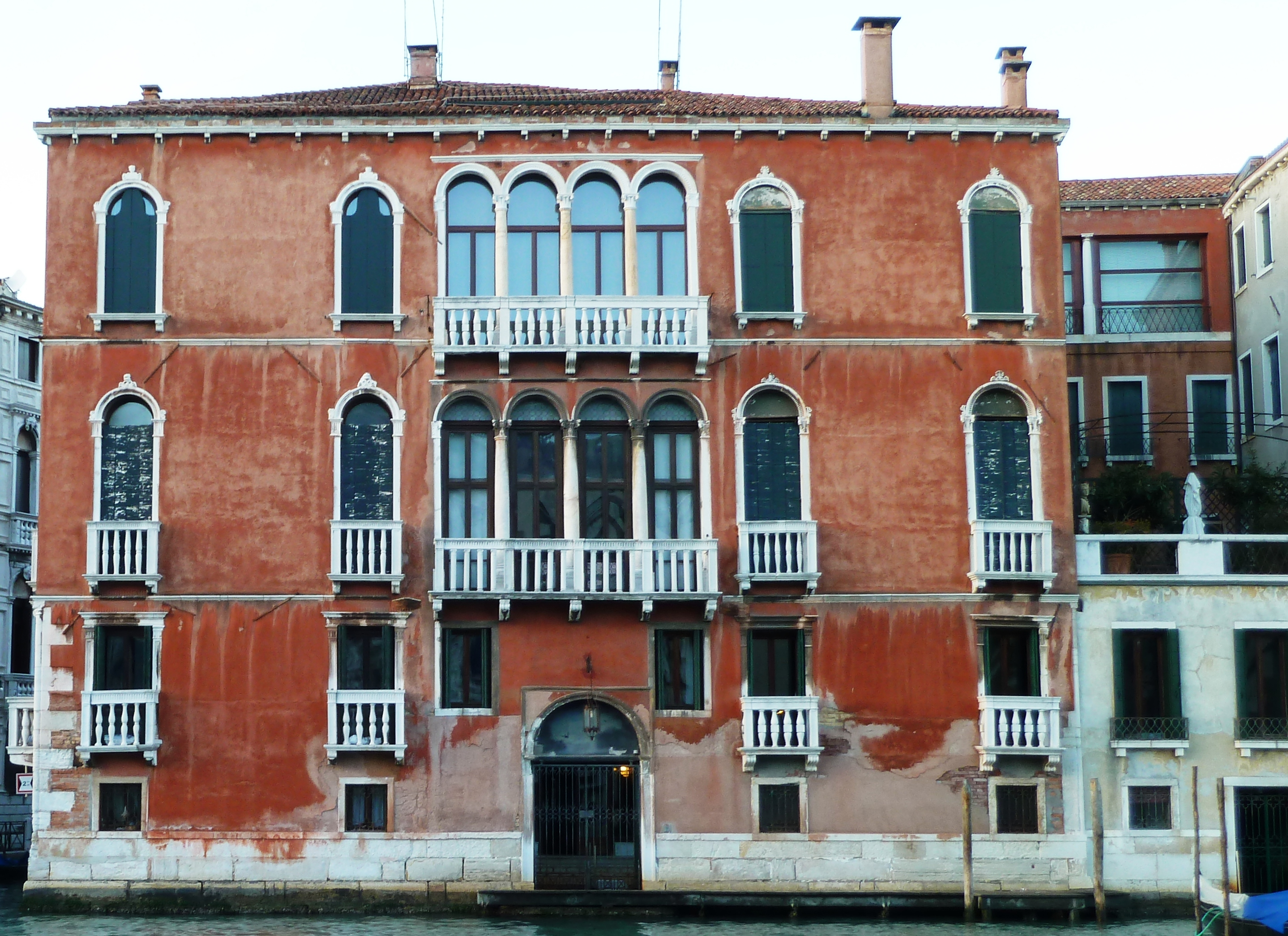
Le Palais  Giustinian Persico
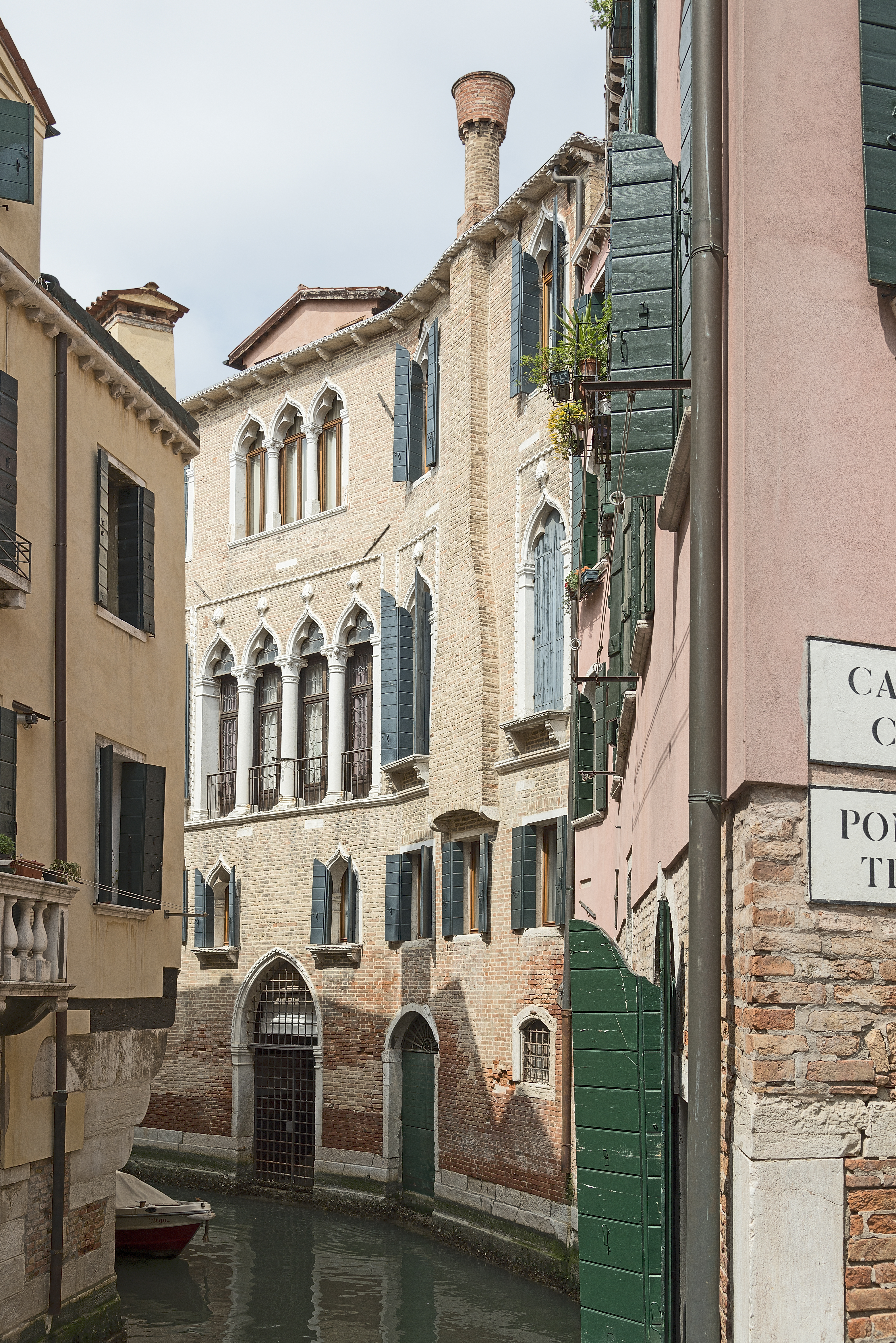
Le Palais Centani (Ca ' Goldoni)
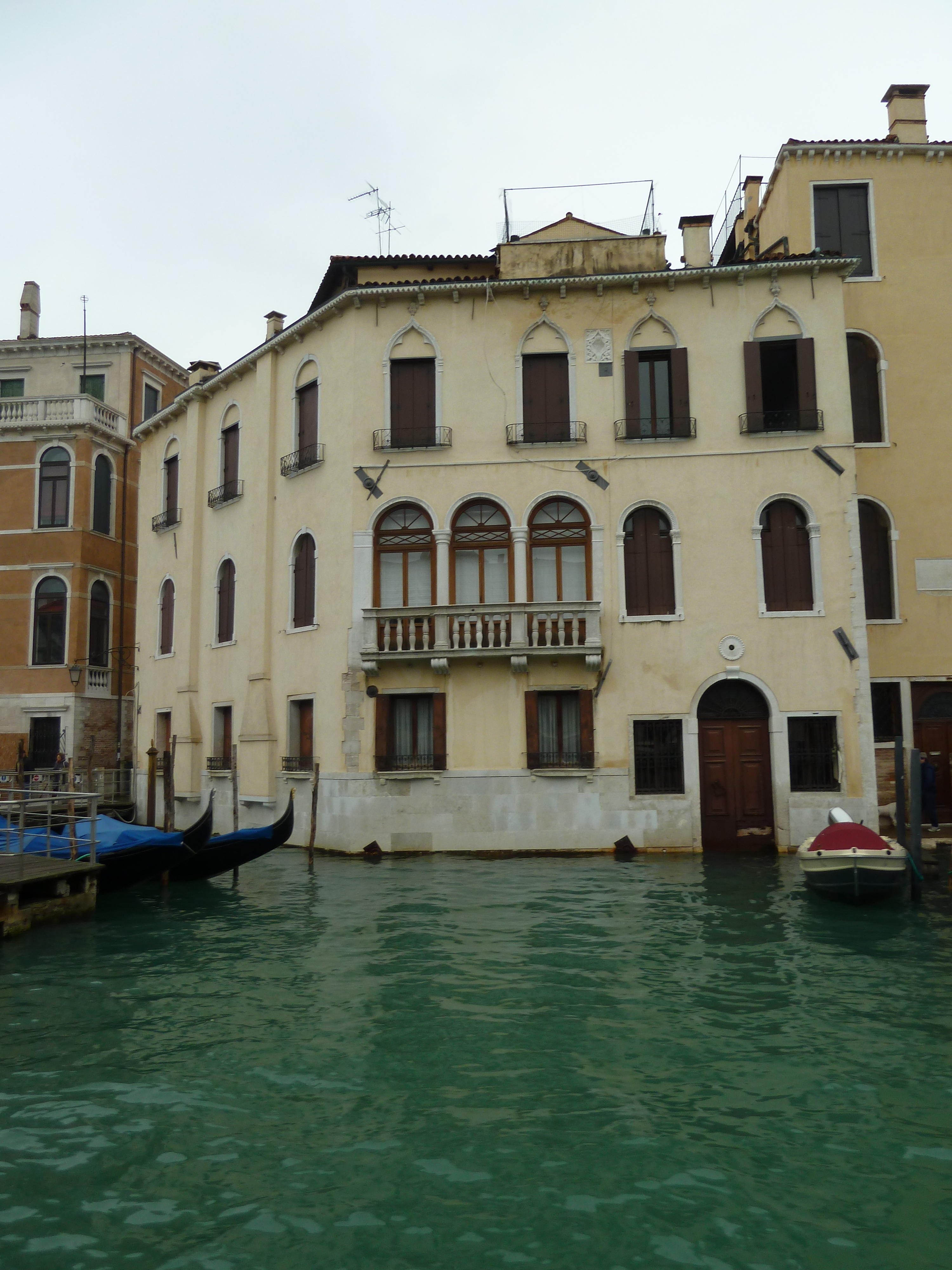
Le Palais Marcello dei leoni
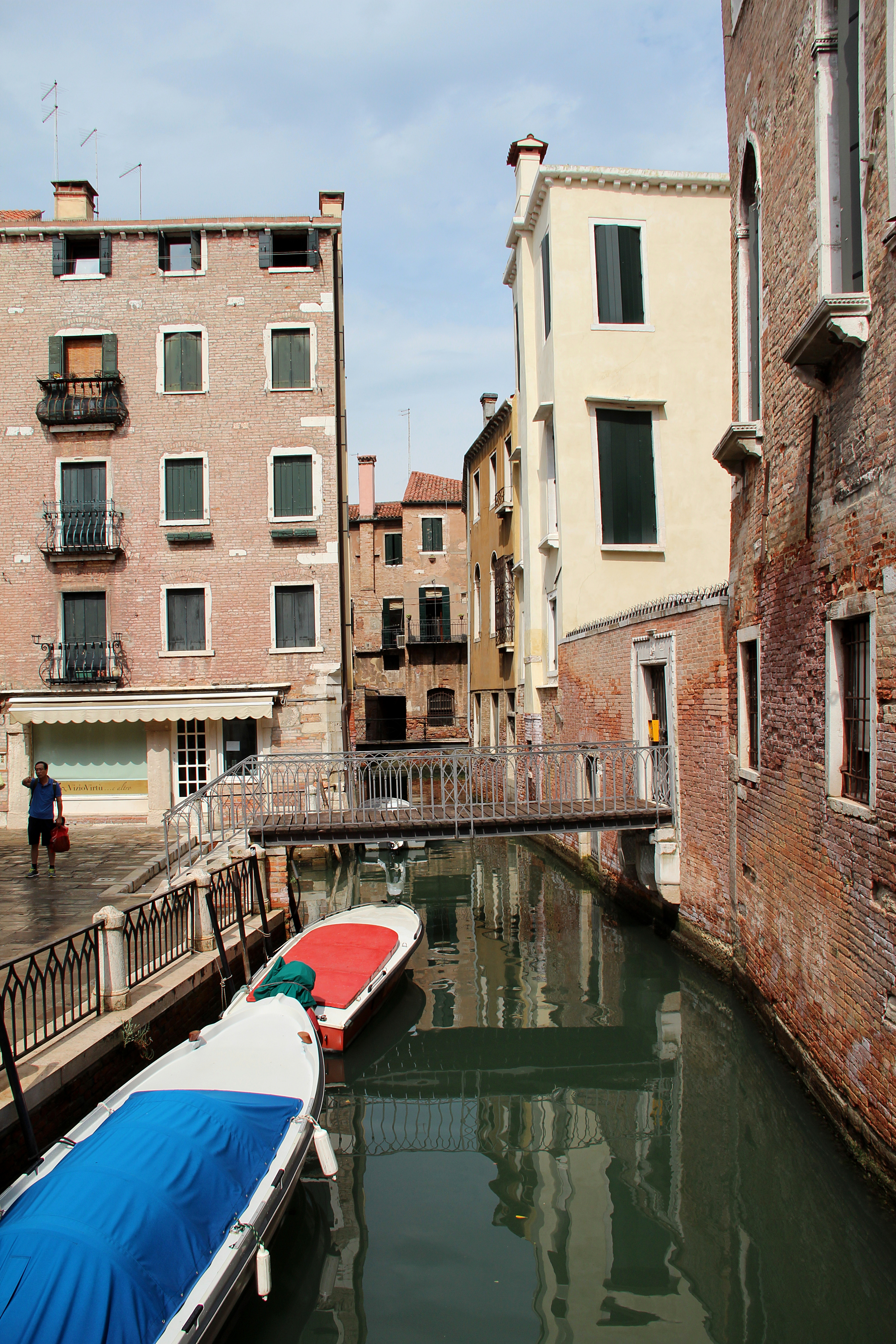
Pont privé au rio tera dei Nomboli, 2705A
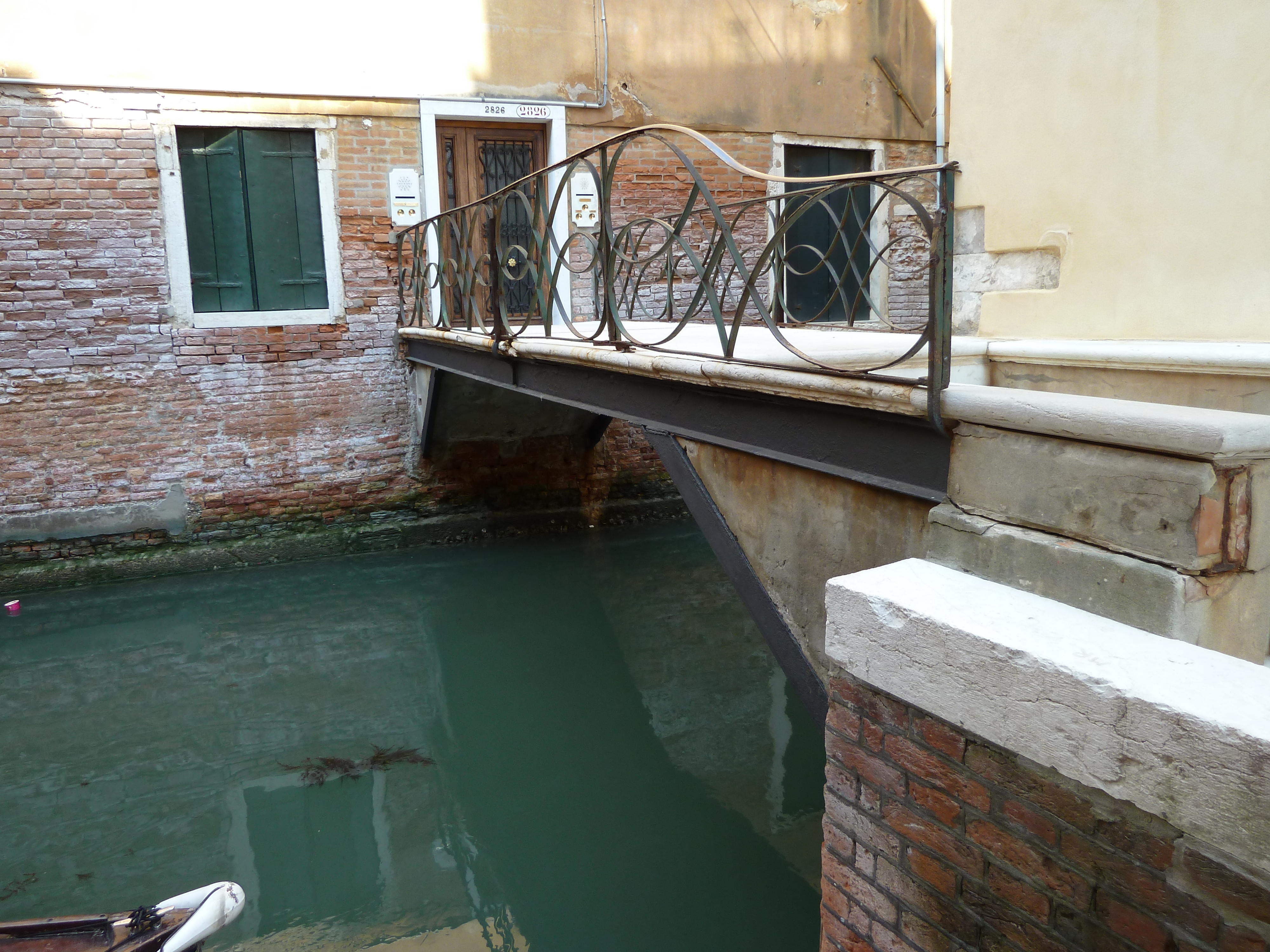
Pont privé au Campiello de la Scozera, 2826bis
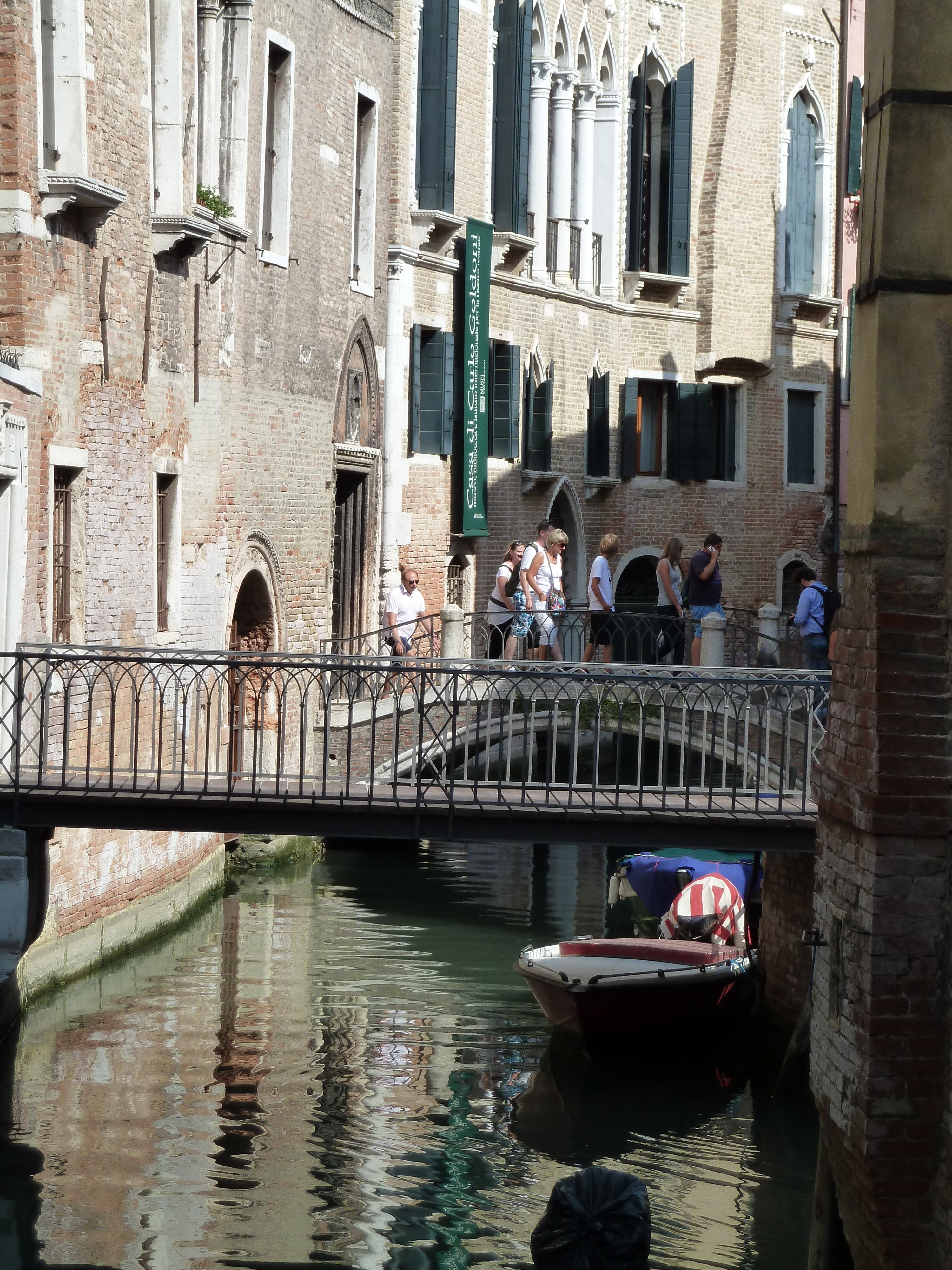
Pont privé sur le Campiello S.Tomà
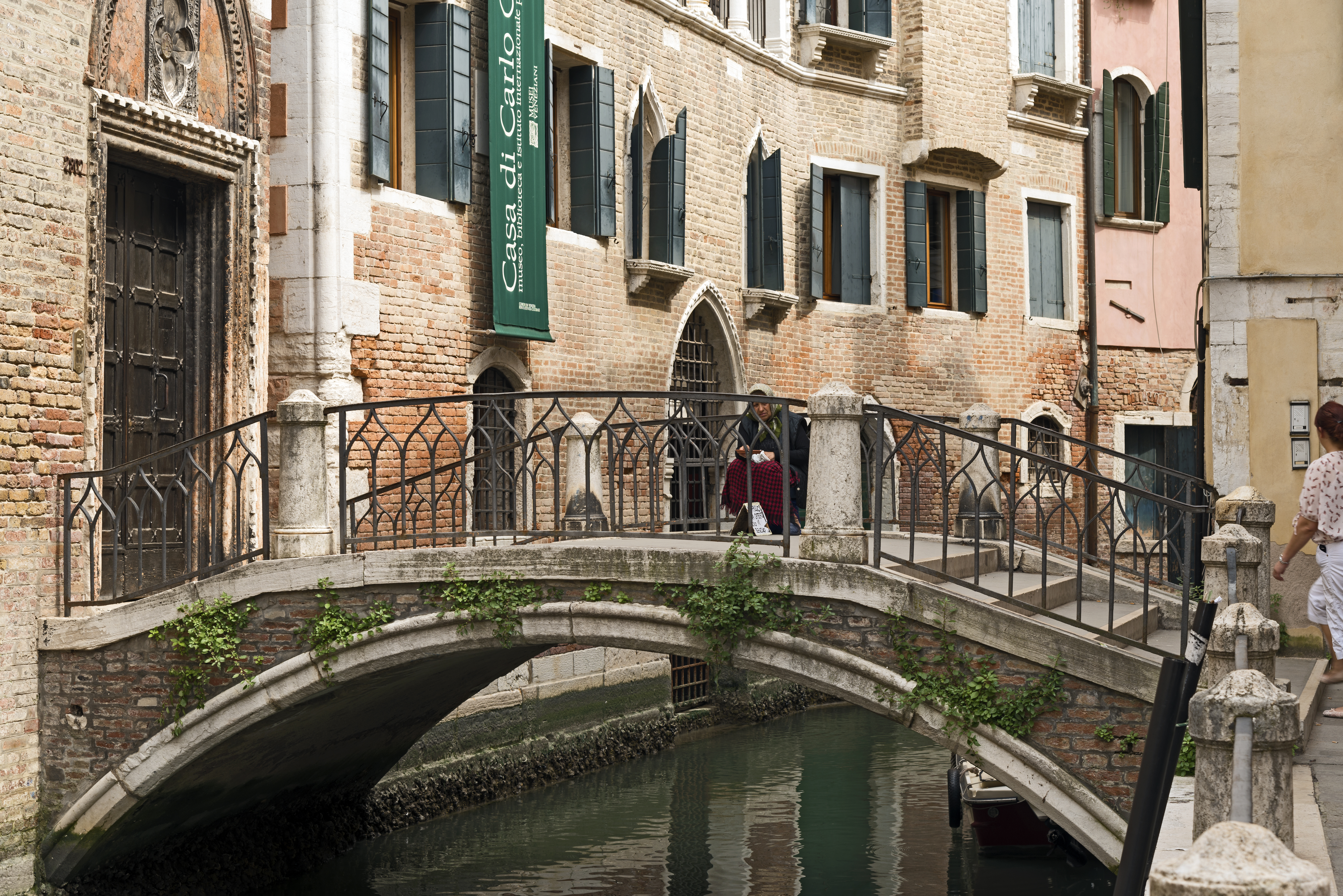
Ponte di San Tomà
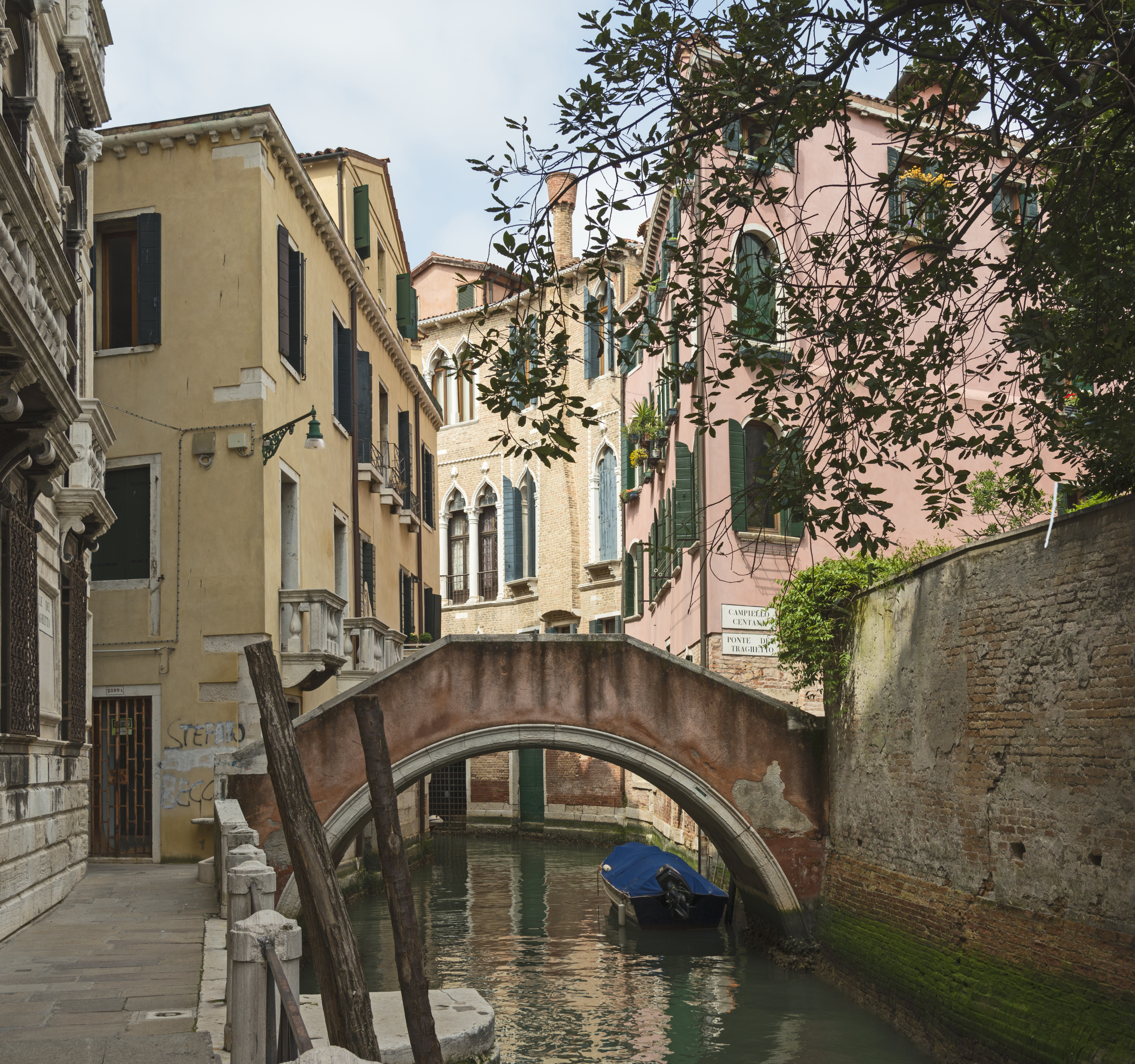
Ponte del Traghetto ou Centani